# Henri Koot
Henri Koot (Singaradja, 29 december 1883 – Den Haag, 18 januari 1959) was een Nederlands deskundige op het gebied van cryptografie en cryptologie. Tijdens de Tweede Wereldoorlog was hij commandant van de Binnenlandse Strijdkrachten.

## Jeugd en opleiding
Koot werd geboren te Singaradja, de hoofdplaats van Buleleng op Bali. Hij was het zesde van de in totaal elf kinderen van Alexander Koot, architect bij het Departement Waterstaat in Nederlands-Indië, en Alexandria Kien die van Chinese afkomst was. Het was het tweede huwelijk van Koot senior. Toen Koot vier jaar oud was verhuisde het gezin naar Soerabaja. Koot volgde hier de lagere school en de HBS. Op 16 september 1901, hij was toen zeventien jaar oud, begon hij aan de KMA in Breda, als "cadet voor het Wapen der Infanterie in Nederlandsch-Indië". In 1902 werd hij bevorderd tot korporaal, en in 1903 tot sergeant.

## Militaire carrière
Op 22 juli 1904 deed hij officiersexamen; hij slaagde als op twee na beste van zijn jaar en werd diezelfde dag benoemd tot tweede luitenant bij het Wapen der Infanterie in Nederlandsch-Indië. Omdat hij nog niet direct naar Indië kon terugkeren werd hij tevens benoemd tot tweede luitenant à la suite van het Koloniaal Werfdepot te Harderwijk, een zuiver administratieve benoeming. In afwachting van zijn vertrek naar Indië vestigde Koot zich enige tijd te Den Haag. Bij beschikking van 21 februari 1905 werd hij geplaatst te Soerabaja. Hij vertrok op 11 maart en kwam op 15 april te Soerabaja aan. Tot in 1907 maakte hij deel uit van militaire expedities naar Ceram en Ambon. In 1908 vertrok Koot naar Timor.
Bij Koninklijk Besluit van 23 juli 1908 werd hij bevorderd tot eerste luitenant, en bij besluit van 29 augustus werd hij, met terugwerkende kracht tot maart 1908, benoemd tot civiel gezaghebber over Amfoeang-Timahoe, Amfoeang-Naiklioe, Tahaip, Tefnei en Benoe, allen landschappen in Midden-Timor. Per 12 mei 1909 werd hij eervol van zijn taak ontheven. Koot werd overgeplaatst naar Bandoeng. Na drie maanden werd hij overgeplaatst naar Tjimahi.

## Directeur van het cijfer
Op 20 augustus 1911 vertrok Koot per SS Willem I weer naar Nederland, waar hij op 1 november begon aan een opleiding aan de Hogere Krijgsschool (HKS) te Den Haag. Hij zou nooit meer naar Indië terugkeren. Toen in 1914 de Eerste Wereldoorlog uitbrak bleef hij met G.J. Sieburgh in Den Haag. De overige acht KNIL'ers keerden naar Indië terug. Koot werd aangesteld bij afdeling IV van de generale staf (GSIV). Hij specialiseerde zich in het decoderen van onderschepte radioberichten. In 1918 werd hij bevorderd tot kapitein. In hetzelfde jaar werd hij door Koningin Wilhelmina onderscheiden met de Eremedaille voor Voortvarendheid en Vernuft in zilver, wegens zijn verdienste voor de spionagediensten van Nederland. Toen in 1919 de chiffreerafdeling van de generale staf een zelfstandige afdeling werd (GSIIIc) werd Koot hoofd van deze afdeling. In 1920 ging hij van het KNIL over naar de Koninklijke Landmacht. Koot werd nu hoofd van het Cryptografisch Bureau. Dit nieuw gevormde bureau ressorteerde onder het Ministerie van Buitenlandse Zaken, maar was een interdepartementaal bureau dat de diplomatieke dienst, het leger, en de marine moest voorzien van codemiddelen. Koots nieuwe functie droeg de fraaie titel Directeur van het cijfer. In 1927 onderzocht hij gedurende twee maanden de codeermachine Enigma; aan het eind van dat jaar, of begin 1928 bracht hij verslag van zijn bevindingen uit. Volgens Koot kon een met behulp van de Enigma versleutelde boodschap niet worden gedecodeerd zonder kennis van de sleutel.
Naast zijn werk voor het Cryptografisch Bureau gaf Koot ook colleges cryptologie en spionage aan de Hogere Krijgsschool. In 1929 werd hij bovendien lector in de praktijk van het Maleis aan de Universiteit van Utrecht. Hij hield op 28 oktober zijn rede. In 1930 werd Koot bevorderd tot reserve-majoor. Intussen was hij op 16 november 1923 te Apeldoorn in het huwelijk getreden met Maria Fritz, een drie jaar oudere modiste. Het paar vestigde zich te Den Haag. Eind 1932 ontving Koot een brief waarin hij per 1 januari 1933 werd ontslagen als hoofd van het Cryptografisch Bureau. Volgens zijn echtgenote kwam dit als een volslagen verrassing voor Koot. Als reden voor het ontslag zou zijn opgegeven dat zijn functie werd opgeheven wegens bezuinigingen. Koot zou een wachtgeld ontvangen en zou met ingang van zijn ontslagdatum verdergaan als hoofd van GSIIIc.
Door de ontslagbrief raakte hij in een diepe persoonlijke crisis. Door bemiddeling van Hendrikus Colijn, die hij nog uit Indië kende, maakte Koot een cruise naar het Caraïbisch gebied om op verhaal te komen. Hij bezocht onder meer Jamaica en Puerto Rico. In 1934 werd hij tot reserve-luitenant-kolonel bevorderd, en in 1937 tot reserve-kolonel. In 1939 leidde Koot veel personeel op voor een nieuwe luister- en peildienst, en voor de verbindingsdienst. Ook ontwierp hij een nieuw codestelsel, maar er was geen tijd meer om dit nog in te voeren voor de aanval van Duitsland op Nederland. Zijn lectoraat had hij bij aanvang van de mobilisatie opgezegd.

## Oorlogsperiode
Tijdens de mobilisatie en de oorlogsdagen in mei 1940 werkte Koot nauw samen met Jan Somer, kapitein bij het KNIL en tot het uitbreken van de oorlog docent KMA, die bij GSIIIa werkte. Na de capitulatie van Nederland werd Koot in juli 1940 kabinetschef van de Opbouwdienst. In september werd hij gearresteerd, en in Untersuchungshaft opgesloten in de strafgevangenis te Scheveningen (Oranjehotel). De Duitsers wilden hem codeberichten van de op 14 oktober gearresteerde geheimagent Lodo van Hamel laten ontcijferen, maar Koot verklaarde niet in staat te zijn de berichten te decoderen. Hij kwam in december 1940 weer vrij. Van januari 1941 tot december van dat jaar werkte hij op het secretariaat van de Nederlandse Unie. Met verzetsactiviteiten hield hij zich niet bezig, omdat hij vond dat hij te veel in de gaten liep. Vanaf augustus 1942 gaf hij leiding aan een hulpactie waarbij voedselpakketten onder Nederlandse krijgsgevangenen in Duitsland werden verdeeld. Aanvankelijk betrof dit een particuliere actie; vanaf mei 1943 vervulde hij dezelfde functie voor het Rode Kruis. Eind april 1944 werd hij opnieuw gearresteerd. Ditmaal werd hij drie weken opgesloten wegens deutschfeindlicher Kundgebung.

## Commandant Binnenlandse Strijdkrachten
In de loop van 1944 werd het verzet gebundeld tot Binnenlandse Strijdkrachten (BS). De Ordedienst (OD), de Raad van Verzet (RVV) en de Landelijke Knokploegen (LKP) moesten één leiding krijgen die aanvankelijk de Driehoek werd genoemd, en later de Delta-commissie. Nadat generaal b.d. Izaäk Reijnders en luitenant-kolonel V.E. Wilmar voor de eer hadden bedankt, nam Koot het commando van de BS op zich. Hij bedong dat hij zijn hoofdkwartier te Amsterdam mocht vestigen omdat hij vond dat men in Den Haag te loslippig was. Als chef-staf trok hij M. de Boer aan, een kapitein uit de OD die bij de NS werkte. Koot beschouwde zichzelf als scheidsrechter tussen de diverse elkaar bestrijdende partijen binnen het Nederlandse verzet. In de praktijk had de Ordedienst veel invloed op hem. Hij voerde met medeweten van Prins Bernhard een gecentraliseerde bevelsstructuur in met veel macht voor de oud-militairen van de OD. Daverende ruzies met de LKP en de RVV waren het gevolg.

## Einde van de oorlog
In april 1945 was Koot betrokken bij de capitulatiebesprekingen met de Duitsers in Nederland. Omdat de Duitse luitenant-generaal Paul Reichelt alleen wilde spreken met iemand die zijn gelijke in rang was, werd Koot tijdelijk bevorderd tot reserve-generaal-majoor. Het zou vooral aan Koot te danken zijn geweest dat de Duitse capitulatie in Nederland niet in een bloedbad is geëindigd. Begin juni legde Koot zijn commando neer, en op 29 augustus werd hem de Militaire Willems-Orde verleend. Een aanbod om hoofd van het nieuwe Bureau Nationale Veiligheid te worden wees hij af. In juli 1945 was hij voorzitter geworden van een zuiveringscommissie voor officieren van de Koninklijke Landmacht die niet krijgsgevangen waren geweest. Hij bleef dit tot juli 1947.
Op 1 oktober van dat jaar verliet Koot de militaire dienst. Eind 1946 was hij kanselier der Nederlandse Orden en daarmee voorzitter van het Kapittel van de Militaire Willems-Orde geworden, een erebaan die hij zeer serieus nam. De zeer secure en methodische Koot heeft veel voor de Nederlandse ridderorden en het in zijn ambtsperiode ontstane Museum van de Kanselarij betekend.
Op de dag voor zijn 75e verjaardag legde hij deze functie neer.
Over Koot wordt geschreven dat hij uitzonderlijk begaafd was, maar dat zijn grote eruditie en talenkennis, hij sprak vloeiend meerdere talen van de Indonesische archipel, velen onbekend bleven omdat hij "de zwijgzaamste der zwijgzamen" was. Het was voor Koot een grote teleurstelling dat hij na de oorlog niet bij het maken van beleid voor Nederlands-Indië werd betrokken.

## Overlijden
Koot overleed op 75-jarige leeftijd te Den Haag na een hartaanval. Op 21 januari 1959 werd hij gecremeerd in Crematorium Velsen te Driehuis, op eigen verzoek in stilte.

## Greet Hofmans
Toen Koningin Juliana en Prins Bernhard tobden met de gezondheid van hun dochtertje Marijke, zou Koot aan Bernhard de diensten van Greet Hofmans hebben aangeraden. Koot was bevriend met de familie Van Heeckeren van Molencaten in Hattem. Hofmans zou met succes een nichtje van de familie hebben behandeld.

## Onderscheidingen
- Ridder der Vierde Klasse in de Militaire Willems-Orde (24 augustus 1946)[4][5]
- Ridder in de Orde van de Nederlandse Leeuw[5]
- Officier in de Orde van Oranje-Nassau[5]
- Eremedaille voor Voortvarendheid en Vernuft in goud (1918)[5]
- Verzetsherdenkingskruis (15 maart 1984)[5]
- Onderscheidingsteken voor Langdurige Dienst als officier[5]
- Mobilisatie-Oorlogskruis[5]
- Commandeur in de Orde van het Britse Rijk (Verenigd Koninkrijk, 28 januari 1948)
- Commandeur in het Legioen van Verdienste (Verenigde Staten, 18 december 1948)[5]

## Kazerne
In 1978 werd besloten de begin jaren vijftig gerealiseerde Legerplaats de Wittenberg bij Stroe na een ingrijpende modernisatie te voorzien van een nieuwe naam. Prins Bernhard onthulde op 21 april 1978 een borstbeeld van generaal-majoor Koot op de gemoderniseerde legerplaats, die sindsdien bekend is als de Generaal-majoor Kootkazerne.